# Victoria Braithwaite
Victoria A. Braithwaite (19 de julio de 1967 - 30 de septiembre de 2019) fue una científica británica que fue profesora de cognición y comportamiento animal en la Universidad Estatal de Pensilvania . Fue la primera persona en demostrar que los peces sienten dolor, lo que afectó la investigación sobre bienestar animal y cambió las pautas para el tratamiento de peces en laboratorios y pesquerías en el Reino Unido, Europa y Canadá.

## Primeros años y educación
Braithwaite nació en Bradford .  Ella era una de siete hijos.  Su madre, June Pickles, era presidenta del tribunal de magistrados de Halifax y su padre, Alan Braithwaite, era director de la empresa. Asistió a la Bradford Grammar School, donde no la animaron a postularse para la Universidad de Oxford .  Ella no siguió este consejo y finalmente completó su licenciatura en zoología y su doctorado, con el apoyo de una beca Christopher Welch, en el Somerville College de Oxford . Su tesis consideró la información visual que utilizan las palomas mensajeras para regresar a sus nidos.  Demostró que las aves vuelan a casa más rápido cuando ven su entorno antes de ser liberadas.  Se unió a la Universidad de Glasgow donde estudió las capacidades cognitivas del salmón . Fue durante este proyecto que se interesó por el comportamiento animal. 

## Investigación y carrera
Braithwaite dedicó su carrera a investigar las capacidades cognitivas de los peces y otros animales.  Ella demostró que los peces que viven en ambientes estables (como estanques) usan marcadores visuales como guías, mientras que los peces que viven en ríos aprenden direcciones usando secuencias (como izquierda, derecha, izquierda, derecha). Su investigación fue la primera en demostrar que la cognición de un animal está determinada por los mundos en los que vive. Para reconocer sus contribuciones a nuestra comprensión de la navegación animal, Braithwaite fue elegida miembro del Real Instituto de Navegación en 2005.Se mudó a la Universidad de Edimburgo en 1995, donde comenzó a investigar si los peces sentían dolor – la llamada nocicepción .  Si bien era bien sabido que las gallinas y las ovejas experimentaban dolor, antes de Braithwaite no se sabía si los peces también lo padecían.  Demostró que los peces sentían dolor mediante una serie de experimentos, el primero de los cuales incluyó demostrar que los peces tenían la anatomía correcta para detectar el dolor ( nociceptores ).   Demostró que los peces producen opioides analgésicos de la misma manera que lo hacen los mamíferos.  Luego investigó si respondían o no a los estímulos y demostró que estos receptores sienten el daño corporal y que el comportamiento de los peces es diferente cuando se exponen a un estímulo desagradable. Luego demostró que los peces que habían estado expuestos a un estímulo desagradable, por ejemplo, vinagre, se comportaban de manera diferente cuando se les obligaba a realizar tareas después de haber tomado analgésicos humanos.  Su trabajo cambió los protocolos que regulan la forma en que se trata el pescado en laboratorios y pesquerías en el Reino Unido, Europa y Canadá.    A partir de 2019, otros países también estaban considerando realizar tales cambios. Braithwaite se incorporó a la Universidad Estatal de Pensilvania en 2007, donde fue nombrada profesora de Pesca y Biología.   Aquí demostró que proporcionar un entorno más natural para los peces afectaba sus capacidades cognitivas y su probabilidad de sobrevivir en el mundo.  Antes del trabajo de Braithwaite, los peces que habían sido criados en tanques no sobrevivían cuando eran liberados al mundo.  Mientras era miembro visitante del Instituto de Estudios Avanzados de Berlín en 2015, Braithwaite analizó las inferencias que podrían hacerse sobre el dolor de los animales y otros estados emocionales. En 2018 le ofrecieron la dirección del Instituto IGB Leibniz de Ecología de Agua Dulce y Pesca Continental,  pero no pudo asumir el puesto. 

### Publicaciones Seleccionadas
Sus publicaciones incluyen: 
- Braithwaite, Victoria (2003). «Do fishes have nociceptors? Evidence for the evolution of a vertebrate sensory system». Proc. R. Soc. Lond. 270 (1520): 1115-1121. PMC 1691351. PMID 12816648. doi:10.1098/rspb.2003.2349.
- Braithwaite, Victoria (2003). «The evolution of sex differences in spatial ability». Behav. Neurosci. 117 (3): 403-411. PMID 12802870. doi:10.1037/0735-7044.117.3.403.
- Braithwaite, Victoria (2005). «In situ examination of boldness–shyness traits in the tropical poeciliid, Brachyraphis episcopi». Anim. Behav. 70 (5): 1003-1009. doi:10.1016/j.anbehav.2004.12.022.
- Braithwaite, Victoria (2010). Do Fish Feel Pain?. Oxford University Press. ISBN 9780191613968.

## Premios y honores
- 2005 Miembro del Real Instituto de Navegación [12]
- 2006 Medalla de la Sociedad de Pesca de las Islas Británicas [12]
- Miembro 2016 de la Linnean Society de Londres [12]

## Vida privada
Braithwaite se casó en 1992 con el biólogo evolutivo Andrew Read ; finalmente se divorciaron.  Juntos tuvieron dos hijos.  En 2018 le diagnosticaron cáncer de páncreas .  Murió el 30 de septiembre de 2019. 